# Sveriges damlandskamper i fotboll 2001
Sveriges damlandskamper i fotboll 2001 omfattade bland annat EM i Tyskland där Sverige besegrades av Tyskland i finalen efter ett golden goal. 

## Matcher
| Datum        | Spelplats |           |         | Resultat                 | Typ av match      |
| ------------ | --------- | --------- | ------- | ------------------------ | ----------------- |
| 12 januari   | La Manga  | Sverige   | Norge   | 1 – 2                    | Träningsmatch     |
| 11 mars      | Lagos     | Portugal  | Sverige | 1 – 4                    | Algarve Cup 2001  |
| 13 mars      | Silves    | Sverige   | Kanada  | 5 – 2                    | Algarve Cup 2001  |
| 15 mars      | Albufeira | USA       | Sverige | 0 – 2                    | Algarve Cup 2001  |
| 17 mars      | Algarve   | Sverige   | Danmark | 3 – 0                    | Algarve Cup 2001  |
| 11 april     | Troyes    | Frankrike | Sverige | 2 – 1                    | Träningsmatch     |
| 13 maj       | Stavanger | Norge     | Sverige | 3 – 1                    | Träningsmatch     |
| 10 juni      | Linköping | Sverige   | Kanada  | 5 – 2                    | Träningsmatch     |
| 23 juni      | Erfurt    | Tyskland  | Sverige | 3 – 1                    | EM 2001           |
| 27 juni      | Jena      | Sverige   | England | 4 – 0                    | EM 2001           |
| 30 juni      | Erfurt    | Ryssland  | Sverige | 0 – 1                    | EM 2001           |
| 4 juli       | Ulm       | Sverige   | Danmark | 1 – 0                    | EM 2001           |
| 7 juli       | Ulm       | Tyskland  | Sverige | 0 – 0, 1 – 0 golden goal | EM 2001           |
| 9 september  | Umeå      | Sverige   | Finland | 8 – 1                    | Kval till VM 2003 |
| 30 september | Malmö     | Sverige   | Danmark | 4 – 1                    | Kval till VM 2003 |
| 3 november   | Brugg     | Schweiz   | Sverige | 0 – 5                    | Kval till VM 2003 |